# Asurkot
Asurkot (nepalski: असुरकोट) – gaun wikas samiti w zachodniej części Nepalu w strefie Lumbini w dystrykcie Arghakhanchi. Według nepalskiego spisu powszechnego z 2011 roku liczył on 501 gospodarstw domowych i 2263 mieszkańców (1292 kobiety i 971 mężczyzn).